# Ichthyaetus
Ichthyaetus è un genere di uccelli della famiglia dei Laridi. Il nome deriva dal greco antico ιχθύς ichthys, pesce, e αετός, aetòs, aquila.

## Specie
Le sei specie che appartengono a questo genere sono state scisse di recente dal genere Larus.
- Ichthyaetus
  - Gabbiano corso (Ichthyaetus audouinii)
  - Gabbiano di Hemprich (Ichthyaetus hemprichii)
  - Gabbiano del Pallas (Ichthyaetus ichthyaetus)
  - Gabbiano occhibianchi (Ichthyaetus leucophthalmus)
  - Gabbiano corallino (Ichthyaetus melanocephalus)
  - Gabbiano relitto (Ichthyaetus relictus)